# Dekanat Burgebrach
Dekanat Burgebrach – jeden z 21 dekanatów rzymskokatolickiej archidiecezji bamberskiej w Niemczech. 
Według stanu na październik 2016 w skład dekanatu wchodziło 12 parafii rzymskokatolickich. 

## Lista parafii
Źródło:
| Lp. | Miejscowość  | Parafia                                        | Grafika | Kościół                                                     | Adres                                  |
| --- | ------------ | ---------------------------------------------- | ------- | ----------------------------------------------------------- | -------------------------------------- |
| 1   | Burgwindheim | Parafia św. Jakuba Starszego Apostoła          |         | Kościół św. Jakuba Starszego Apostoła w Burgwindheim        | Hauptstraße 17 96154 Burgwindheim      |
| 2   | Burgebrach   | Parafia św. Wita                               |         | Kościół św. Wita w Burgebrach                               | Ampferbacher Straße 2 96138 Burgebrach |
| 3   | Dankenfeld   | Parafia Wniebowzięcia Najświętszej Maryi Panny |         | Kościół Wniebowzięcia Najświętszej Maryi Panny w Dankenfeld | Von-Ostheim-Straße 53 97514 Oberaurach |
| 4   | Ebrach       | Parafia Wniebowzięcia Najświętszej Maryi Panny |         | Kościół Wniebowzięcia Najświętszej Maryi Panny w Ebrach     | Bamberger Straße 8 96157 Ebrach        |
| 5   | Frensdorf    | Parafia św. Jana Chrzciciela                   |         | Kościół św. Jana Chrzciciela we Frensdorf                   | Hauptstraße 27 96158 Frensdorf         |
| 6   | Herrnsdorf   | Parafia św. Jakuba Starszego Apostoła          |         | Kościół św. Jakuba Starszego Apostoła w Herrnsdorf          | Hauptstraße 27 96158 Frensdorf         |
| 7   | Pettstadt    | Parafia Narodzenia Najświętszej Maryi Panny    |         | Kościół Narodzenia Najświętszej Maryi Panny w Pettstadt     | Hauptstraße 27 96158 Frensdorf         |
| 8   | Priesendorf  | Parafia św. Bartłomieja                        |         | Kościół św. Bartłomieja w Priesendorf                       | Hauptstraße 40 96170 Priesendorf       |
| 9   | Reundorf     | Parafia św. Ottona                             |         | Kościół św. Ottona w Reundorf                               | Hauptstraße 27 96158 Frensdorf         |
| 10  | Sambach      | Parafia św. Antoniego Pustelnika               |         | Kościół św. Antoniego Pustelnika w Sambach                  | Sambach 79 96178 Pommersfelden         |
| 11  | Schlüsselau  | Parafia Trójcy Przenajświętszej                |         | Kościół Trójcy Przenajświętszej w Schlüsselau               | Schlüsselau 2 96158 Frensdorf          |
| 12  | Schönbrunn   | Parafia Wniebowzięcia Najświętszej Maryi Panny |         | Kościół Wniebowzięcia Najświętszej Maryi Panny w Schönbrunn | Pfarrgasse 2 96185 Schönbrunn          |